# 大和市下鶴間ふるさと館
大和市下鶴間ふるさと館（やまとししもつるまふるさとかん）は、神奈川県大和市にある大和市立の文化施設である。大山道（矢倉沢往還）の宿場（継立場）である下鶴間宿に位置し、大和市指定重要有形文化財の旧小倉家住宅の母屋と土蔵を現地復元して2006年4月1日に開館した。宿場の商家建築として神奈川県下に残る数少ない例と評価されている。

## 概要
旧小倉家住宅の母屋および土蔵、管理棟から構成される。母屋はみせ（12.5畳）、ざしき（10畳）、なんど（8畳）、おくざしき（8畳）の四間取り。住宅解体時に発見された薬類などの資料の他、地域の歴史資料、工芸品などを展示している。

### 利用案内
開館日時などは以下の通り。
- 開館時間： 午前10時から午後4時
- 休館日： 年末年始（12月29日 - 1月3日）および月曜日、火曜日（祝日の場合は開館）、祝日の翌日（土、日、祝日は除く）
- 入館料： 無料
- 母屋の利用料： 1部屋あたり1時間300円

## 沿革

### 小倉家について
旧小倉家住宅の所在した位置は、下鶴間ふるさと館と同じく大和市下鶴間2359番地である。下鶴間は大和市の北部、境川の右岸にあり、かつては相模国高座郡下鶴間村といった。下鶴間村の中央部を東西に矢倉沢往還が貫き、東部には八王子道が南北方面に伸びている。旧小倉家住宅は下鶴間宿の東の端にあたる部分にあり、観音寺や諏訪神社に近く、藤沢方面からの八王子道が矢倉沢往還と一部分合流する交通の要衝でもあった。
旧小倉家住宅は、矢倉沢往還に接して北面に建つ宿場町時代から続く建物である。小倉家について、その歴史は明らかな部分を欠くというが、家伝や本家筋に当たる長谷川家の「家譜」を総合した結果は、次のように想定されている。
小倉家は少なくとも慶安年間（1648年から1652年まで）から続く下鶴間村の旧家であった。小倉家は、1813年（文化10年）に一度断絶した。その後、分家筋からの要請を受けた下鶴間村の名主10代長谷川彦八が、1852年（嘉永5年）3月24日に愛甲郡山際村の梅沢家から婿養子をもらって自分の長女フジと結婚させ、小倉家を再興させた。その翌年、再興した小倉家は長谷川家の分家となっている。
小倉家の家業は雑貨商で、江戸時代末から続いていた。1903年（明治36年）、下鶴間に郵便局が開設されて小倉家の2代目嘉一が初代局長となった。嘉一は6年後1909年（明治42年）3月18日に病死し、同じ地区の高下鷲蔵が郵便局長の職を引き継いだ。ただし、同年9月に小倉家の3代目嘉一が局長に就任している。このとき高下家にあった郵便局舎は、小倉家の主屋の一角に増築する形で移転した。郵便局は1929年（昭和4年）に現在駐在所が位置している地に移転するまで、小倉家の敷地内にあった。
小倉家は4代目になってから金物を中心に商いを行うようになり、「金物屋」と呼ばれるようになった。他に長谷川家の新宅という意味からか、通称を「シンタク」といった。小倉家は1961年（昭和36年）に商売をたたんで中央林間1丁目に転居し、当地には主屋などが貸家として残された。

## 建物について

### 旧小倉家住宅
旧小倉家住宅は340坪ほどの敷地に、主屋と土蔵が現存する。創建の年代について、棟札などは見つかっていないが解体調査の際に「ざしき」の床板裏から墨書きによる落書きが発見されている。その落書きには黒船の絵や「安政三」「安政三年辰四月二十八日」の記述が見られ、1837年（安政3年）の建築と推定される。他に「豆州賀茂郡仁科庄（現在の静岡県賀茂郡南伊豆町）、石田利三良」という落書きも認められるため、伊豆から大工が来て幕末期の下鶴間で働いていたことも判明した。旧小倉家の土蔵は、横浜居留外国人向け英字新聞「ザ・ファーイースト」（1871年（明治4年）発行）に掲載された下鶴間宿の写真に写されている。
建築当初は桁行七間半（約13.6メートル）、梁行五間半（約10メートル）の規模を持ち、入母屋造、茅葺の屋根であった。間取りについては、広い土間、板敷きの「みせ」、奥に10畳の「ざしき」、上手の手前寄りに「なんど」、その奥に「おくざしき」（床と棚を持つ）が配される四間取である。建物の2階で養蚕を行っていたが、1階では養蚕を行わなかったという。中2階は、女中が使用する部分となっていた。
その後郵便局舎の増築や大正期のさらなる増築を経て、1967年（昭和42年）に屋根がトタン葺になるなどの大改装が行われた。この大改装の際に、旧郵便局舎が取り除かれている。さらに1971年（昭和46年）には貸店舗への改装がなされた。
旧小倉家住宅は、1995年（平成7年）4月に主屋部分が大和市指定重要有形文化財に指定された。このとき復元を前提として解体及び調査が実施された。主屋と廊下でつながっていた土蔵の部分は、所有者の意向によって当分現地で保存することになっていた。しかし、土蔵が立つ敷地部分が歩道整備計画に含まれているのが判明したため、所有者との協議を経て1997年（平成9年）4月24日付で土蔵も大和市指定重要有形文化財に指定した。
同年6月に所有者からの寄贈を受け、大和市は主屋とともに移築復元することを前提として解体保存工事を行った。土蔵の解体中に発見された墨書により、この土蔵は明治期のものではなく、1918年（大正7年）12月に再建されたものであることが判明した。土蔵は主屋西側にあり東側に向いている。建坪は5坪、桁行2間半、梁行2間で2階建てである。

## ギャラリー
主な展示物を写真で紹介する。

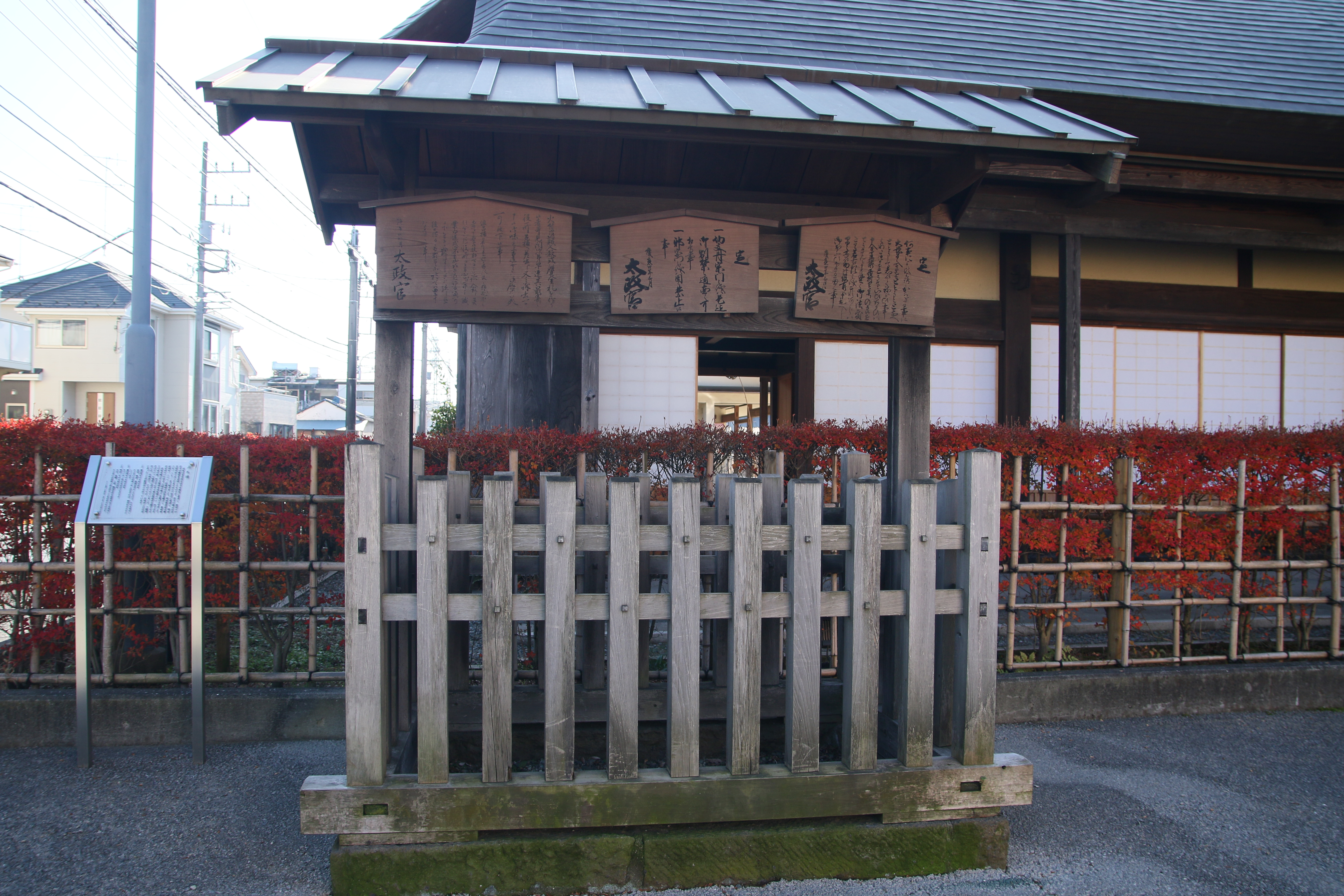
高札場
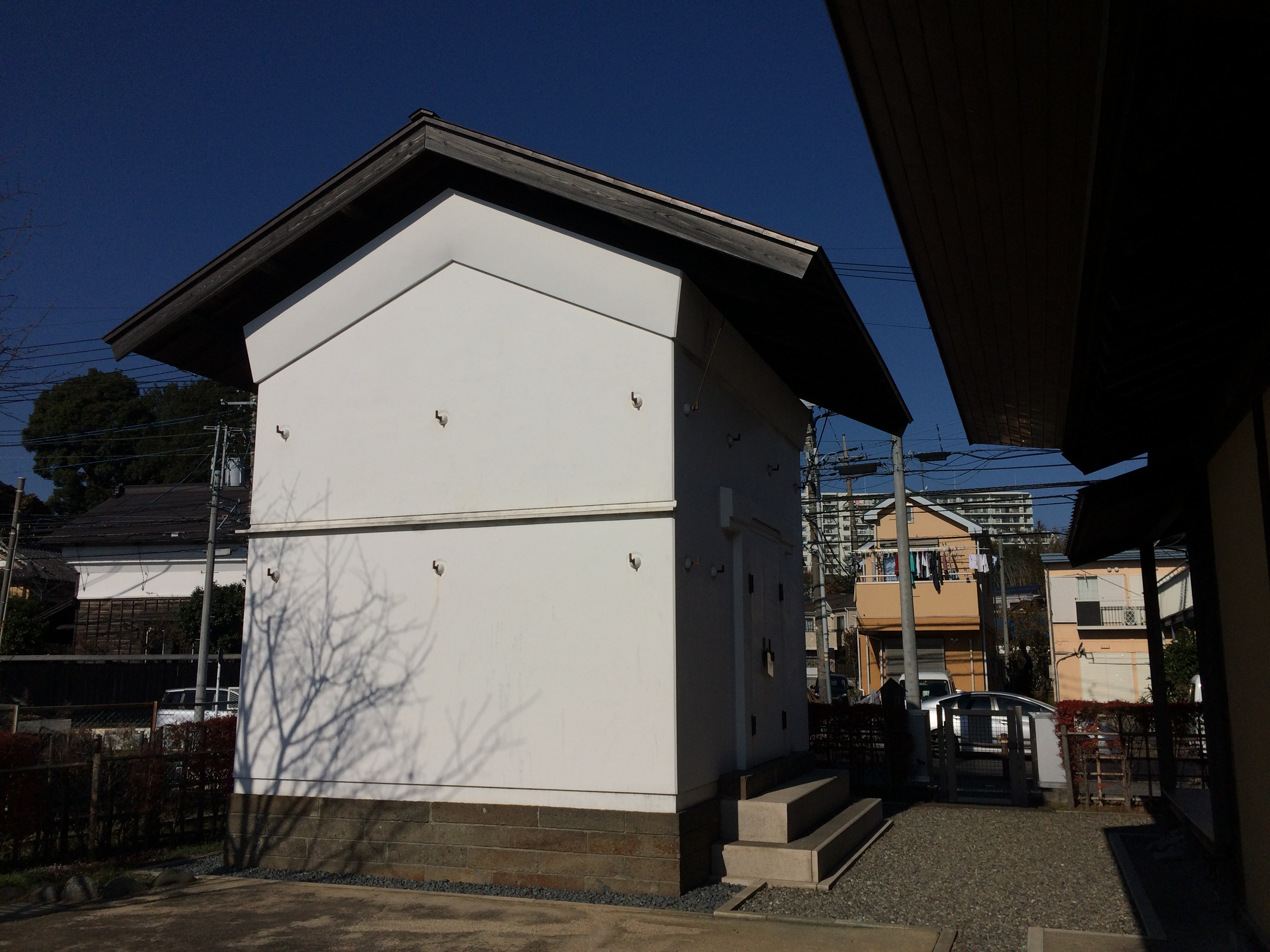
土蔵
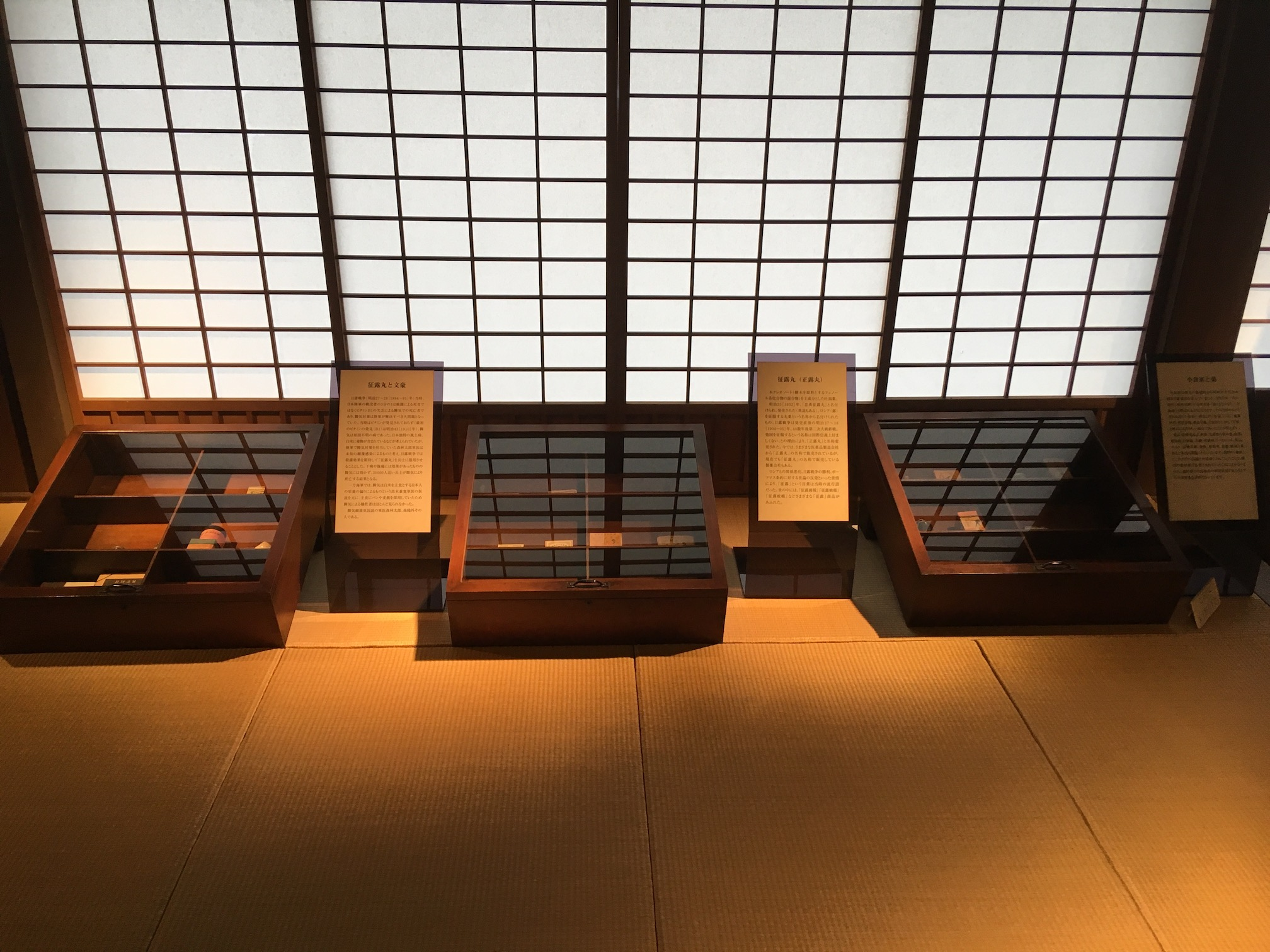
薬類
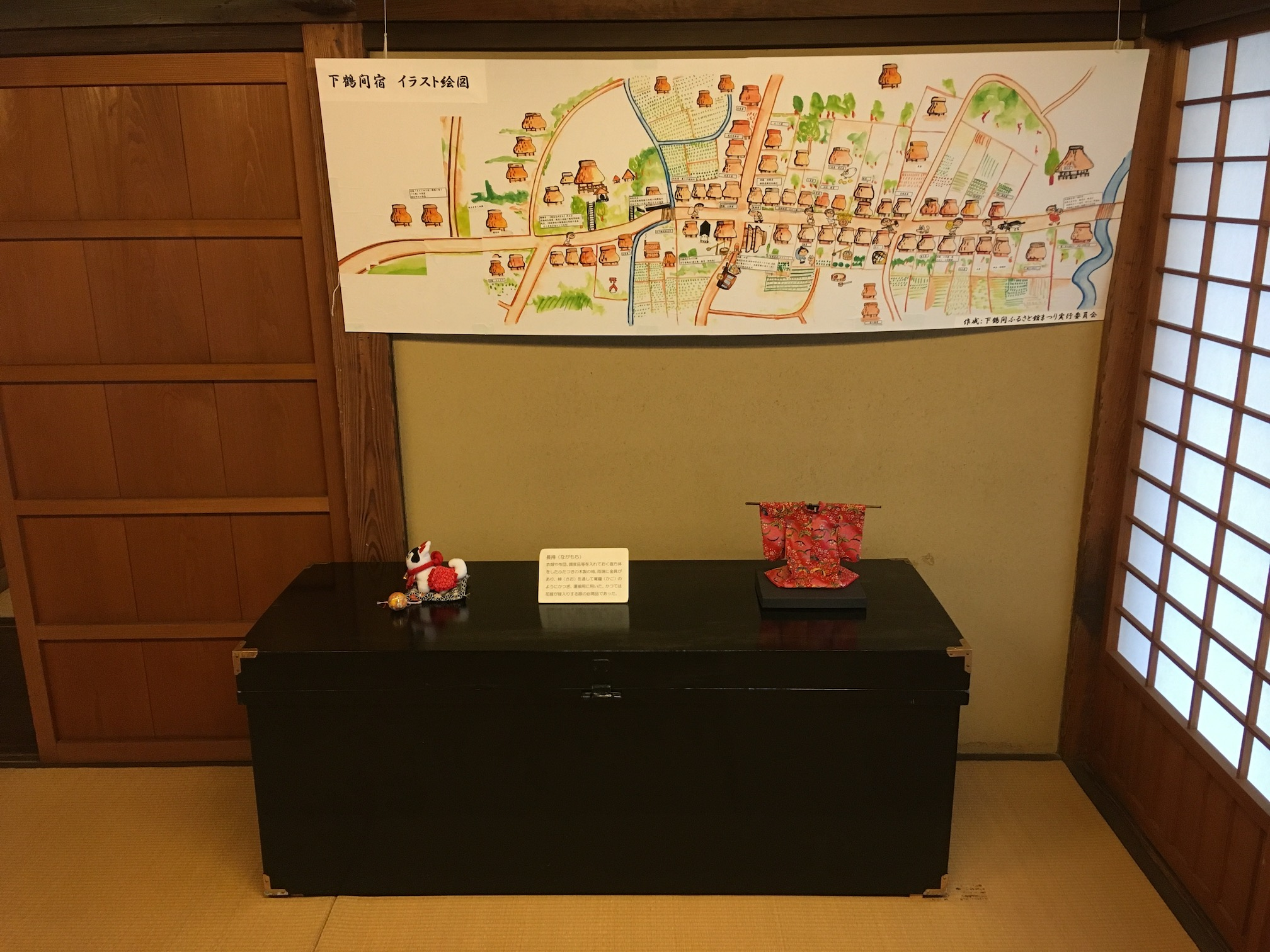
長持
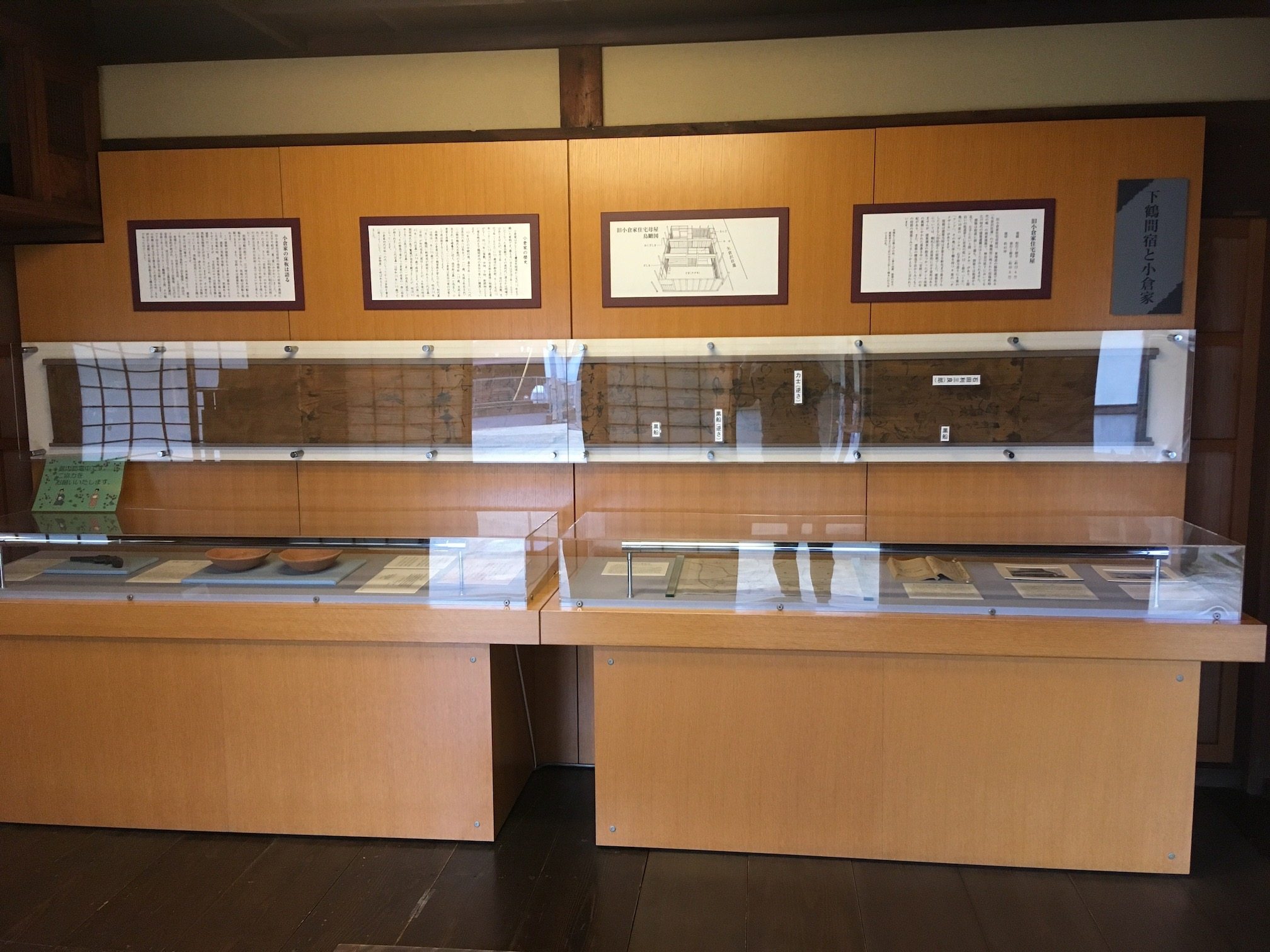
歴史資料

## 交通アクセス
主な交通手段は以下の通り。
- 鉄道
  - 小田急江ノ島線 鶴間駅下車 徒歩約20分[3]
  - 東急田園都市線 つきみ野下車 徒歩約20分[3]
- バス
  - 神奈川中央交通バス 「下鶴間」バス停下車
  - 大和市コミュニティバス「のろっと」B系統 「下鶴間」バス停下車